# Bart Laeremans
Bart A.L.M. Laeremans, né le 17 avril 1966 à Gand est un homme politique belge flamand, ancien membre du Vlaams Belang et bourgmestre de Grimbergen depuis 2022.

## Biographie

### Parcours scolaire et professionnel
Bart Laeremans est issu d'une famille très impliquée dans le mouvement flamand. Son grand-père, Leo Wouters, a été sénateur de la Volksunie avant de passer au Vlaams Blok. Son père Johan Laeremans a été trésorier national et vice-président de la Volksunie ainsi que trésorier du Centre de consultation des associations flamandes (OVV) et président du comité des représentants qui publie le magazine "De Zes". Son frère Jan Laeremans a été membre du conseil provincial du Brabant flamand et a été élu au Parlement flamand en 2019. Dirk Laeremans, son autre frère a été président provincial du Brabant flamand pour le Vlaamse Volksbeweging, webmaster et rédacteur en chef du magazine de style de vie "Doorbraak" jusqu'en avril 2013. Depuis, il travaille comme cadre et gestionnaire pour Bekaert en Asie.
Bart Laeremans a étudié le droit à la KU Leuven. Il a obtenu sa licence en 1990 et un diplôme de troisième cycle en sciences des médias et de l'information en 1991. Lorsqu'il était étudiant, il était actif au sein de la Nationalistische Studentenvereniging (l'Association des étudiants nationalistes), de 1987 à 1989, il en est même président et, de 1989 à 1991, il est rédacteur en chef de Branding, le magazine national de l'association. Il est également militant du Taal Aktie Komitee et membre du Conseil général du Vlaamse Volksbeweging. Dans les années 1990 et jusqu'au dernier numéro en 2006, il a également écrit dans "Dietsland-Europe". Il a également travaillé comme avocat.

### Parcours politique
Bart Laeremans s'engage politiquement au sein du Vlaams Blok, puis du Vlaams Belang. De 1990 à 1992, il est membre du comité chargé de la gestion quotidienne du Vlaams Blok Jongeren, et de 1991 à 1993, il est président provincial de la section du Brabant du parti.En 1991, il devient membre du comité d'arrondissement du Vlaams Blok à Bruxelles-Halle-Vilvorde.
De 1995 à 2010, il siège à la Chambre des représentants dans la circonscription de Bruxelles-Halle-Vilvorde. Il y est membre de la Commission de la justice, de la Commission de révision de la Constitution et des réformes institutionnelles ainsi que du groupe de travail de la Commission chargé de l'examen des propositions de révision des lois et de l'examen du titre II de la Constitution.
Il a également été membre suppléant de la Commission des naturalisations, de la Commission chargée des problèmes de droit commercial et économique et de la Commission des finances et du budget.
Lors des élections législatives fédérales belges de 2010, il n'est pas réélu à la Chambre, mais est nommé par son parti sénateur coopté. Lors des élections régionales belges de 2014, il est troisième de liste pour le Parlement flamand dans la circonscription du Brabant flamand. Cependant, son parti subi une importante défaite lors de ces élections et il n'est pas élu malgré un bon score personnel. Après cette contre-performance partisane, il renonce à ses responsabilités, qu'il occupait depuis 2008 à la tête du parti. Il attribue ces résultats principalement à l'approche et au langage de son collègue Filip Dewinter. En 2015, il quitte officiellement le Vlaams Belang mais reste conseiller communal à Grimbergen sous la bannière de Vernieuwing, un parti local et indépendant.
Au niveau local, Bart Laeremans est conseiller communal de Grimbergen depuis 1994. Il a obtenu 2395 votes de préférence lors des élections communales de 2006, dépassant de loin le score du bourgmestre CD&V Eddy Willems, qui a obtenu 1377 votes de préférence. Lors des élections communales de 2018, il obtient 3498 votes de préférence et son parti est devenu le plus important à Grimbergen avec 21,9% des voix. La liste Vernieuwing entre dans une coalition avec la N-VA et l'Open Vld et Laeremans devient échevin de Grimbergen début 2019.
En 2022, un changement de coalition a eu lieu à Grimbergen : l'Open Vld a été remplacé par le CD&V. Laeremans devient alors automatiquement le nouveau bourgmestre, conformément au décret de 2021 selon lequel l'élu ayant obtenu le plus grand nombre de votes de préférence du plus grand parti de la coalition devient bourgmestre. En raison de son passé au sein du Vlaams Blok/Vlaams Belang, il a été présenté par l'opposition comme "le premier maire d'extrême droite". Lorsqu'il a prêté serment, Laeremans a déclaré qu'il n'avait plus aucun lien avec ce parti et qu'il se distançait du racisme et de l'extrême droite".

## Mandats politiques
- Ancien vice-président de la Chambre;
- Conseiller communal de Grimbergen;
- Député fédéral :
  - du 21 mai 1995 au 10 juin 2007;
  - du 28 juin 2007 au 6 mai 2010, en remplacement de Greet Van Linter.
- Sénateur belge coopté depuis le 20 juillet 2010 au 25 mai 2014;
- Bourgmestre de Grimbergen depuis 2022[4].